# Vimercate
Vimercate (Vimercaa in dialetto brianzolo) è un comune italiano di 26 201 abitanti della provincia di Monza e della Brianza in Lombardia. È al centro del territorio chiamato Vimercatese.

## Geografia fisica

### Territorio
Vimercate si trova nella pianura Padana, al limite meridionale delle colline della Brianza e a nord-est di Milano, da cui dista 29 km. Dista inoltre 11 km da Monza, 35 km da Bergamo e 31 km da Lecco.
Nella parte orientale è attraversata dal torrente Molgora che vi scorre da nord - proveniente dal Comune di Usmate Velate - a sud, verso il confinante Comune di Burago di Molgora.

### Clima
Vimercate, secondo la classificazione dei climi di Köppen, gode di un clima temperato delle medie latitudini, piovoso o generalmente umido in tutte le stagioni e con estati molto calde e afose con temperature che non superano mediamente i 35 °C.
Le precipitazioni si concentrano in primavera e in autunno, con un minimo nei mesi estivi e invernali.
Durante l'inverno sono possibili (ma non molto frequenti) precipitazioni nevose.

## Geografia antropica
Oltre al capoluogo, il Comune comprende diverse frazioni, di cui le principali sono Oreno, Ruginello e Velasca.
La parte settentrionale del capoluogo è composta dal rione di San Maurizio, mentre quello di Oldaniga si pone tra la frazione di Ruginello ed il centro di Vimercate.

## Origini del nome
Il toponimo pare derivi dal latino Vicus Mercati con il significato di "villaggio del mercato", ma c'è anche chi ritiene che il nome originario fosse Vicus Martius, cioè "villaggio sacro a Marte".
Il paese fu anche chiamato per un certo periodo Vilmercato o Vimercato: probabilmente ci fu un'influenza del latino villa, infatti nelle Memorie delle guerre contra la signoria di Venezia di Cristoforo da Soldo, memorie quattrocentesche che si trovano nel tomo 21 del Muratori (Rerum Italicarum Scriptores etc. Milano, 1732), il luogo è sempre ricordato come Vilmercato; potrebbe quindi derivare da Villa mercatus e significare che già in tempi lontani era sede di scambi commerciali, se non forse anche di una fiera agreste annuale; tuttora ospita un frequentato mercato settimanale al dettaglio.

## Storia

### L'epoca romana
Le numerose testimonianze - are, tombe patrizie, lapidi, monete - rinvenute nel corso dei secoli nel sottosuolo, testimoniano con certezza la presenza di un insediamento romano a Vimercate.
Nel 1933 una necropoli del III secolo d.C. venne scoperta in prossimità di piazzale Marconi, mentre altre due tombe sono affiorate nel centro storico nel 1968 e nel 1973.
Nel 1988 sono state ritrovate due are votive ed un ripostiglio di monete presso il Santuario della Beata Vergine e ancora nel 1998/99 in piazzale Marconi sono state rinvenute 22 tombe con un ricco corredo funebre.
La città conserva ancora parte dell’assetto originale dell’abitato romano nella propria maglia urbanistica; oggi, quello che era un piccolo vicus è stato inglobato nel centro storico.
Materiale di epoca romana - sarcofagi e lapidi - vennero utilizzati come materiale edilizio di recupero alla base della torre campanaria della Chiesa di Santo Stefano.
Anche il Ponte di San Rocco appartiene all'epoca romana, con le sue arcate del III secolo d.C. Era posto sulla strada che conduceva da Milano al guado di Trezzo sull'Adda ed inseriva il villaggio nei percorsi mercantili, come prova il toponimo Vicus Mercati (villaggio del mercato).
Le memorie della Vimercate romana sono oggi custodite in parte al Museo del territorio vimercatese (MUST), in parte al Museo civico Carlo Verri di Biassono; pochissimo ormai rimane di testimonianze visibili nell'abitato moderno: una di queste è un frammento di un’epigrafe incastonato in un muro di una casa di corte nel viale principale della città, via Vittorio Emanuele II. Percorrendo questa strada si calpesta l’antico tratto perimetrale del vicus romano.

### L'età medievale
Nel Medioevo, il più antico documento noto è il testamento di Rotperto di Agrate dell'anno 745, nel quale viene citata la Chiesa di Santo Stefano, organismo ad un tempo religioso ed amministrativo a capo della Pieve di Vimercate, che per secoli organizzerà la vita religiosa, economica e sociale di Vimercate e del suo vasto territorio; una ricca documentazione rimane nell'Archivio Plebano, conservato presso la Parrocchia di Santo Stefano.
Contemporaneamente, Vimercate venne posta a capo del Contado della Martesana, con funzioni amministrative e giudiziarie, che comprendeva un vasto territorio composto da 12 diverse pievi.
In età comunale emerge il nome di Pinamonte da Vimercate, uno degli animatori della Lega dei comuni lombardi contro il Barbarossa, nonché uno degli artefici della successiva Pace di Costanza (1183).
Nel XIII secolo ebbe qui i suoi natali Stefanardo da Vimercate, cronista e autore di un'opera storica in versi.
La presenza di una vita di corte nel XV secolo ha lasciato traccia negli affreschi del Casino di caccia Borromeo, mentre Gian Giacomo Caprotti, noto come "Salaino" e allievo prediletto di Leonardo da Vinci, nacque ad Oreno.

### Il Feudo di Vimercate

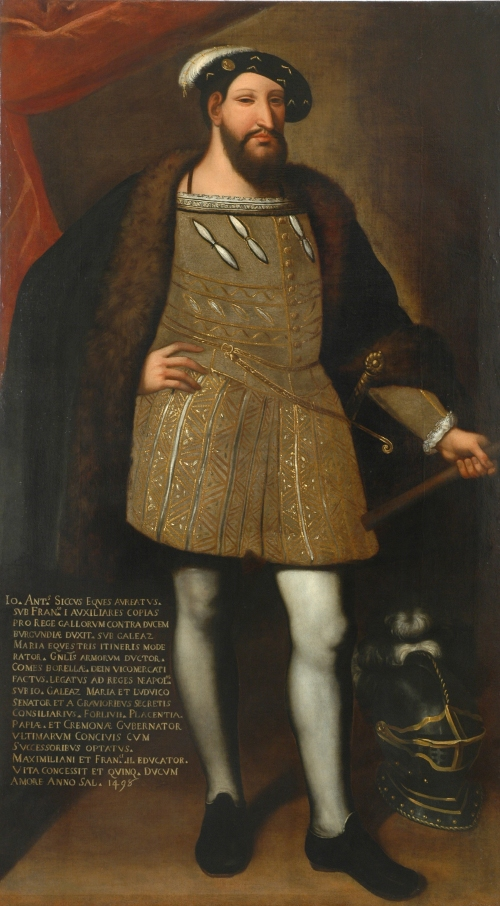
Giovanni Antonio Secco Borella

Il feudo di Vimercate, assegnato nel XV secolo dagli Sforza a Gasparo de Vimercate, passò alla famiglia Secco Borella nel 1475; quest'ultimi costruirono la loro residenza di campagna edificando il palazzo attuale sede del Municipio, anche se esso è ora denominato Palazzo Trotti. Prende infatti il nome dalla famiglia degli ultimi proprietari, subentrati quali detentori del feudo di Vimercate nel 1739, avendo l'ultima e unica erede, Giulia Secco Borella, sposato il conte Gianbattista Trotti.
Oltre al palazzo dei Secco Borella, poi Trotti, nei secoli dal XVII al XIX vennero edificate molte e stupende "ville di delizia"; tra le molte presenti ricordiamo la Villa Borromeo e la Gallarati Scotti a Oreno, la Villa Sottocasa nel centro storico, la Villa Melzi-Meli Lupi di Soragna nella campagna a sud della città.
Il Seicento vimercatese, caratterizzato da carestie e pestilenze, provocò un significativo decremento demografico: secondo alcune stime il 40% della popolazione sarebbe morto di peste.
Nella seconda metà del secolo si registrò una ripresa economica (in questo periodo viene introdotta la coltivazione del mais) e costruttiva: venne riedificato il Santuario della Beata Vergine con l'intervento dei migliori professionisti dell'epoca, per custodirvi la miracolosa Statua che, secondo la tradizione, aveva fatto cessare il morbo con il miracolo del 1630.

### Settecento e Ottocento

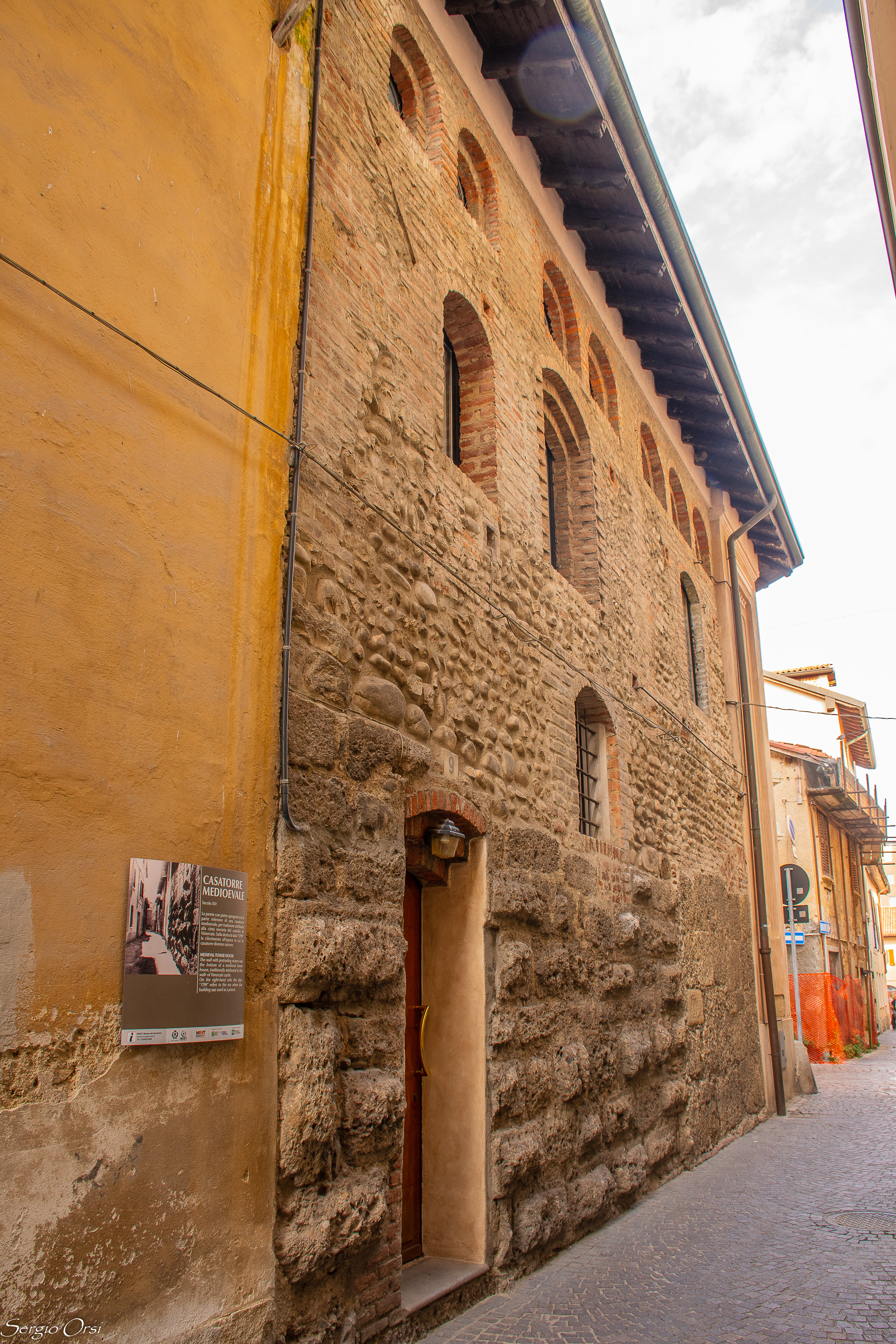
L'edificio sede delle carceri mandamentali

Nel secolo seguente, con l'illuminata amministrazione austriaca, oltre al generale riordino amministrativo, a Vimercate venne ripristinato il mercato e istituita la Pretura con le sue carceri mandamentali, presso l'edificio di via Crispi dal caratteristico muro bugnato.
L'arrivo delle truppe napoleoniche a Milano, nel 1796, sancì la fine definitiva della feudalità, e con la confisca dei beni ecclesiastici provocò la redistribuzione della proprietà terriera ad una nuova classe borghese, impegnata nello sfruttamento agricolo soprattutto con l'allevamento del baco da seta. Da ciò derivò, qualche decennio più tardi, l'insediamento delle prime industrie tessili, attive fino alla metà del XX secolo.
Il Risorgimento vide la partecipazione di alcuni vimercatesi, tra i quali Gaetano De Castillia, incarcerato nello Spielberg, e Francesco Vigo Pelizzari, luogotenente di Benedetto Cairoli e comandante garibaldino.
Nei decenni seguenti l'Unità d'Italia, anche nel Vimercatese si fece sentire la grave crisi economica e con essa i primi movimenti di organizzazione popolare, soprattutto rurale.
Il territorio di Vimercate fu investito da movimenti agrari di notevole impatto negli anni tra il 1885 e il 1889. È in relazione a questi avvenimenti la costituzione, nel 1884, della Società di Mutuo Soccorso tra operai, contadini, agricoltori e altri cittadini, che intervenne in vari ambiti sociali, con parecchie realizzazioni: l'Asilo Infantile, poi dedicato a uno dei promotori Luigi Ponti, la Scuola popolare di disegno, il Teatro Sociale, che verrà poi dedicato a Umberto I.
Negli ultimi decenni dell'Ottocento furono realizzate le due linee tranviarie che collegarono Vimercate ai centri della regione: nel 1880 il mitico Gamba de legn che portava a Milano, dieci anni più tardi la linea Monza-Trezzo-Bergamo.

### Dal Fascismo alla Ricostruzione

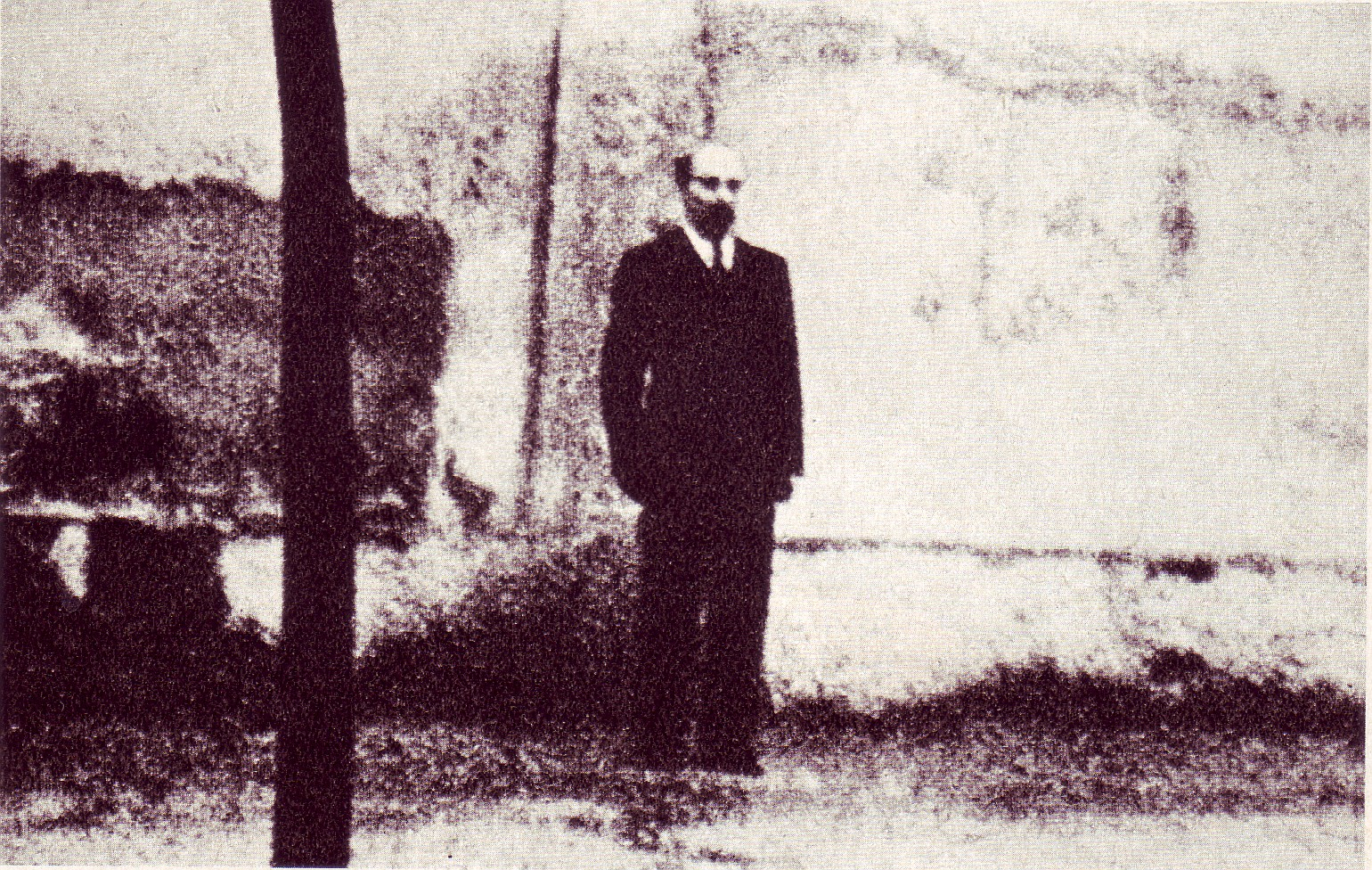
Il gerarca Roberto Farinacci davanti al plotone d'esecuzione in piazza Unità d'Italia a Vimercate

La riforma dell'ordinamento comunale portò, nel 1929, all'aggregazione a Vimercate di Oreno con Velasca e Ruginello con Oldaniga, in precedenza comuni autonomi.
Durante il ventennio fascista vennero edificate le scuole elementari Emanuele Filiberto e il campo sportivo di via Principato.
Durante la seconda guerra mondiale, anche nel Vimercatese si sviluppò la Resistenza, con la presenza di partigiani, organizzati nel 103º distaccamento delle Brigate Garibaldi, sotto il comando di Iginio Rota. Le squadre partigiane locali sono anche ricordate per l'arresto del segretario del Partito Fascista Roberto Farinacci, che proprio a Vimercate fu poi processato e giustiziato.
Alla fine della guerra Vimercate era un villaggio poco più che agricolo, con circa 12.000 abitanti e qualche fabbrica, soprattutto tessile. Ma grazie alla sua storia millenaria e alla presenza di una discreta dotazione di attrezzature sociali e scolastiche, il 28 giugno 1950, con decreto del Presidente della Repubblica, avvenne la proclamazione di Città.
Gli anni Cinquanta del Novecento videro la progressiva riduzione dell'apparato agricolo e l'insediamento di aziende manifatturiere: le meccaniche VI.MAS e O.B.M e l'industria tessile Bassetti, che si insediò negli edifici del Linificio e Canapificio Nazionale.
In questo periodo si spense Antonio Banfi, illustre filosofo vimercatese, docente universitario, fondatore e primo direttore della rivista "Studi filosofici", tra i fondatori della Casa della Cultura di Milano.

### La seconda metà del Novecento
Nel corso degli anni Sessanta avvenne la trasformazione sociale, urbanistica e culturale di Vimercate, con l'insediamento nel 1965 di Telettra, un'azienda produttrice di apparecchiature per la telefonia, seguita l'anno dopo dal colosso dell'informatica IBM.
La presenza di questi insediamenti produttivi ebbe un impatto decisivo sul tessuto sociale ed economico, comportando grandi cambiamenti.
L'incremento demografico ebbe un dato da rivoluzione industriale: la popolazione nel 1971 salì da 13.600 a 18.600 unità, con un incremento del 36%. Oltre la metà degli immigrati proveniva dalle regioni del Meridione d'Italia, ma anche dal Settentrione, (il 37%); di questi ultimi più della metà per occupare ruoli impiegatizi e dirigenziali.
Notevolissimo il trasferimento di manodopera da un comparto all'altro: gli addetti all'industria meccanica passavano dal 6% al 62% degli occupati di Vimercate.

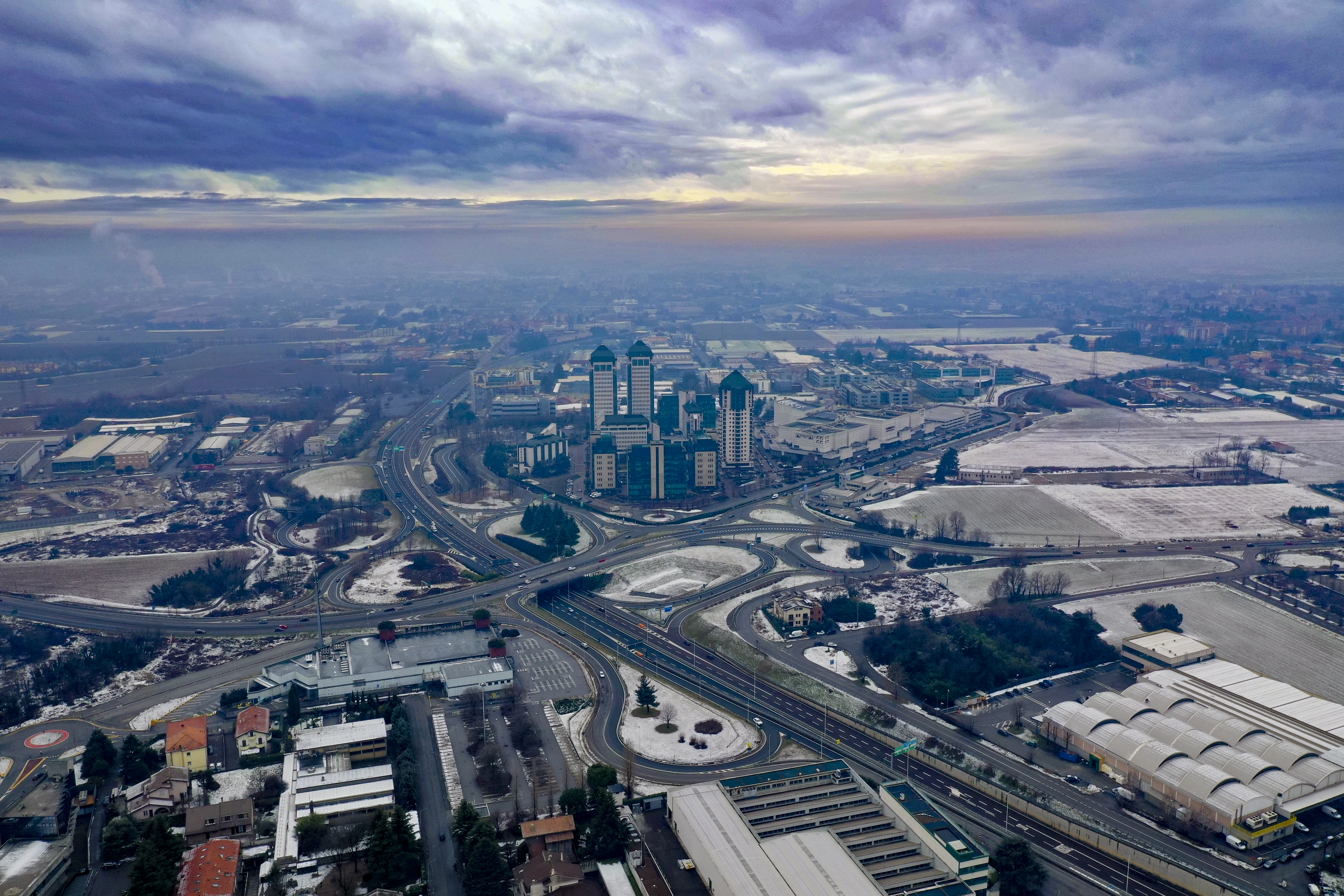
Veduta aerea delle Torri Bianche

Una così mutata situazione sociale stimolò e produsse la nascita o il consolidamento di servizi qualificati per i cittadini.
Tra i molti, da ricordare la costruzione del Centro Scolastico Omnicomprensivo, l'edificazione di un nuovo monoblocco ospedaliero, lo sviluppo dei servizi culturali, con l'acquisizione del parco e della Villa Gussi, sede della Biblioteca civica dal 1973 al 1992, la costituzione del Sistema bibliotecario intercomunale nel 1978, l'edificazione della nuova biblioteca nel 1993.
Venne inoltre realizzato il Centro sportivo comunale, mentre la città veniva connessa alla rete autostradale dal prolungamento della Tangenziale Est di Milano.
La crescita dell'importanza del terziario ha portato negli ultimi anni del XX secolo alla costruzione del nuovo quartiere "Torri Bianche", posto a sud dell'abitato, accanto a interventi nel centro storico, volti alla riqualificazione della città.
Tra questi l'edificazione della nuova "porta a sud" di piazzale Marconi progettata da Mario Botta e l'acquisizione da parte del Comune della neoclassica Villa Sottocasa e dell'annesso parco.

### Simboli
Lo stemma è stato riconosciuto con decreto ministeriale del 7 giugno 1915.
Nello scudo, in campo argento, domina un leone rampante sormontato dalla corona turrita, simbolo che ricorda l'antica tradizione guerriera. È incorniciato da due fronde: di alloro, simbolo dell'onore e del trionfo; e di quercia, simbolo della longevità e della forza, legate entrambe da un nastro tricolore.
Lo stemma è presente a pagina 365 dello Stemmario Trivulziano sotto la dicitura dela terra da Vimerca ed è riprodotto a pagina 319 del volume I dello  Stemmario Cremosano (Comunità di Vimercato).
Il gonfalone, concesso con regio decreto del 10 maggio 1937, è un drappo di bianco.

## Monumenti e luoghi d'interesse

### Ponte di San Rocco

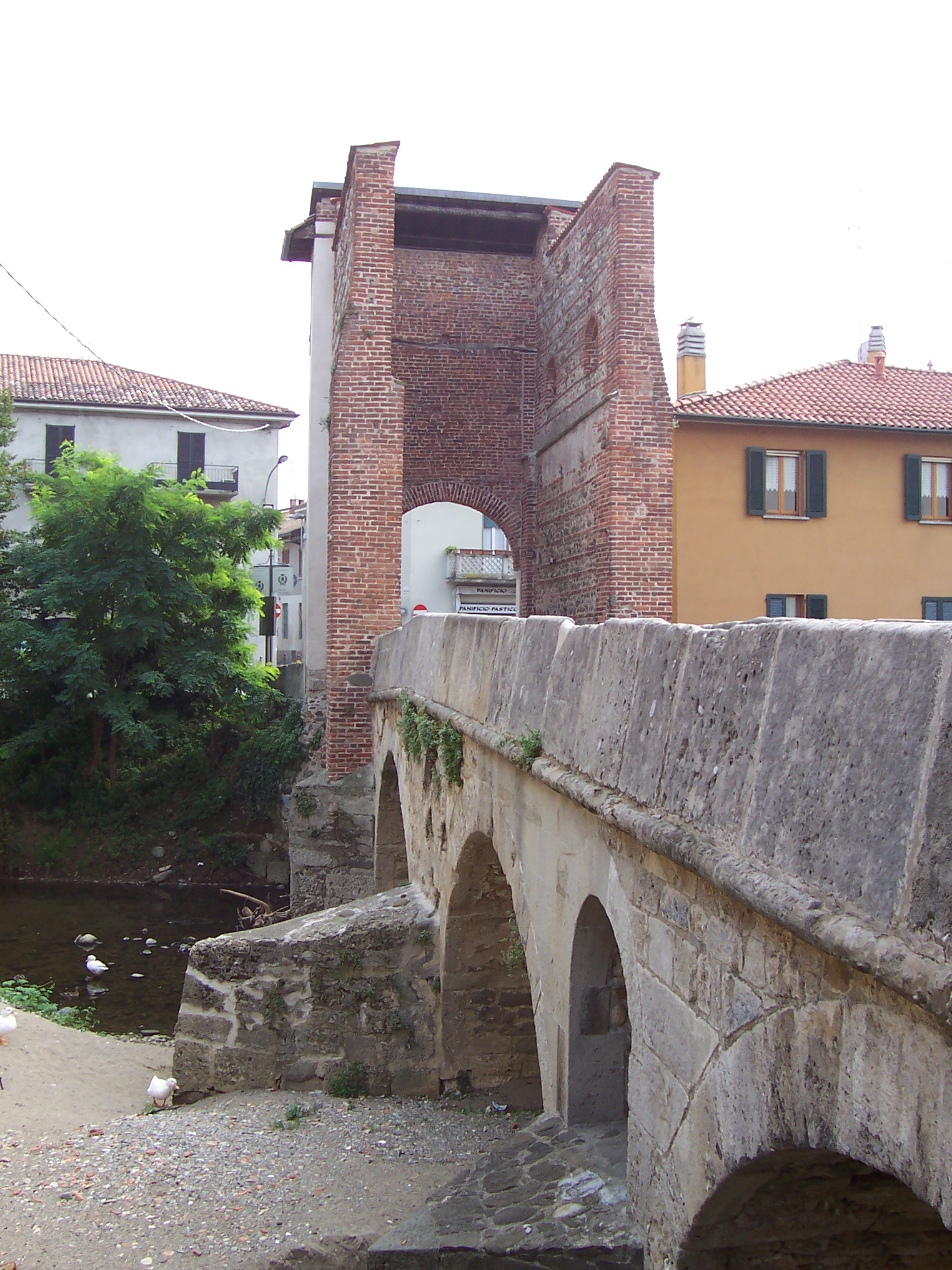
Ponte di San Rocco (secoli III-XIV)

Fondato sui resti di un preesistente ponte romano del III secolo, nel XII secolo gli venne sovrapposta una porta difensiva, quella occidentale, citata per la prima volta nel 1153 come "Porta de Moriano" e più bassa della struttura attuale. Nel XIV secolo fu eretta la porta orientale e sopraelevata quella verso il borgo, portando il complesso vicino all'aspetto attuale.
Nel corso dell'Ottocento venne interrata l'ultima arcata orientale, mentre il ponte divenne oggetto di stampe e illustrazioni: da questo periodo l'immagine del ponte fu simbolo di Vimercate.
La torre ovest, verso il centro cittadino, è di pianta trapezoidale e deriva dalla somma di due diversi interventi. Il più antico è costituito dalla porta-torre della fine del XII secolo, con portale concluso da due archi, uno in pietra e l'altro in mattoni. I resti dell'antica porta sono ancora perfettamente conservate e visibili nella parte inferiore, dove su tutti e tre i lati si notano i merli alla guelfa, in laterizio, della Porta de Moriano. Sull'arco in pietra è scolpita una piccola protome umana ad occhi sbarrati, della fine del XII secolo. Questa prima porta venne sopraelevata nella seconda metà del Trecento per svolgere un ruolo difensivo, garantito dai due ordini di feritoie e dagli archi pensili sulla sommità, dai quali era possibile calare liquidi bollenti addosso agli eserciti attaccanti.
La torre orientale, a pianta rettangolare, venne eretta nella seconda metà del XIV secolo. Le forme attuali della parete centrale, in mattoni e completamente prive di aperture, derivano da interventi del tardo Cinquecento. Le due pareti laterali invece presentano la stessa muratura della parte alta dell'altra torre, vale a dire corsi di mattoni alternati a ciottoli di fiume, sulle quali sono presenti quattro feritoie.
Il Ponte di San Rocco, unico esempio lombardo di ponte fortificato medioevale, ha acquistato nel tempo una forte valenza simbolica e storica, come provato dal fatto che si tratta dell'unica porta d'accesso al borgo, a differenza delle altre, non abbattuta nell'Ottocento.

### Collegiata di Santo Stefano
La chiesa anticamente collegiata prepositurale plebana di Santo Stefano, databile intorno al XIII secolo, era la sede dell'Antica Pieve di Vimercate, soppressa nel 1972 a favore dell'odierno Decanato di Vimercate, di cui è il cuore.

### Santuario della Beata Vergine del Rosario
Il Santuario della Beata Vergine del Rosario sorge a pochi metri dalla Collegiata. Attualmente è la sede principale della parrocchia e del decanato, visto che la collegiata è utilizzata solo nei giorni di festa o per qualche occasione particolare.

### Palazzo Trotti
Palazzo Trotti, esempio di "villa di delizia" in Brianza, fu residenza dal XVI secolo dei conti Borella, antichi feudatari di Vimercate, passata quindi insieme al feudo alla famiglia Trotti del ramo di Santa Giulietta, dai quali prende il nome, ed è attuale sede del municipio. Presenta un anonimo prospetto ottocentesco su piazza Unità d'Italia, ma ospita all'interno affreschi barocchi.
Gli affreschi sono stati realizzati in tutte le sale e si articolano in quattro scene situate nella fascia alta e sulle intere pareti della sala "Cleopatra". Molte sale presentano soffitti dipinti.
Le tre sale centrali del piano terreno ("Ercole", "Cleopatra", "Semiramide") e una sala del primo piano ("Minerva"), furono affrescate da un anonimo pittore del primo Settecento, ancora legato alla pittura accademica seicentesca.
La sala di Bacco è opera di Carlo Donelli detto il Vimercati; fu dipinta poco dopo le prime quattro sale e presenta una pittura più decisa e ariosa.
Le sale più importanti sono però quelle dipinte nella seconda metà del Settecento da Giuseppe Antonio Felice Orelli, grande interprete del barocchetto lombardo che si dimostra in grado di articolare il racconto in modo arioso e teatrale.

### Villa Sottocasa
Altro esempio di "villa di delizia" neoclassica, fu costruita negli ultimi decenni del XVIII secolo.
La struttura è ad U, con ampio cortile d'onore affacciato sulla centrale via Vittorio Emanuele II. La facciata anteriore è di stampo neoclassico, semplice e sobria; la fascia marcapiano, le lesene binate e il timpano evidenziano la zona centrale. Le ali laterali sono, come di norma nelle ville neoclassiche brianzole, di altezza dimezzata rispetto al corpo principale.
La facciata posteriore verso il giardino è più elaborata di quella anteriore: presenta infatti una balaustra con vasi sulla sommità, cornici e timpani alle finestre, fasce verticali a sottolineare la parte centrale.
Il grande parco fu sistemato nel XIX secolo secondo la moda del giardino all'inglese, con architetture curiose: una torre neogotica, una Kafehaus, costruzione nel parco dove i nobili si recavano a bere il caffè, le serre.
Attraverso un portone sormontato da una pensilina si accede all'interno. L'atrio d'ingresso presenta pianta quadrata con iscritto uno spazio circolare delimitato da colonne neoclassiche e sormontato da cupola. Decorano l'ambiente statue di un Satiro danzante e di una Venere , oltre a bassorilievi con putti; a metà dello scalone è collocata una copia dell'Apollo del Belvedere dei Musei Vaticani.
Le sale interne, riccamente decorate, presentano affreschi, lampadari in cristallo, fregi e pavimenti originali. La cappella privata, dedicata all'Assunzione della Vergine, ha una grata grazie alla quale anche i contadini potevano assistere alle funzioni religiose. Come pala d'altare è collocata una tela con l'Immacolata (1705), opera di Stefano Maria Legnani detto il Legnanino.
Tra i dipinti ospitati nella villa, sono presenti due ritratti ottocenteschi di Mosè Bianchi oltre a un ritratto equestre di Eleuterio Pagliano.
Sul lato nord della villa sono presenti le scuderie e un maneggio coperto, in stile neogotico, edificato intorno agli anni Ottanta dell'Ottocento.
Dagli anni sessanta del Novecento gran parte del parco è proprietà del comune e aperta al pubblico. Nel 2001 il comune ha acquistato l'intera villa compresa la restante parte del parco. L'edificio ospita il Museo del territorio vimercatese, che espone reperti archeologici, opere d'arte, documenti e immagini del territorio compreso tra Monza e Trezzo sull'Adda.
La villa è accessibile al pubblico durante le numerose mostre organizzate lungo l'arco dell'anno e durante la manifestazione Ville Aperte.

### Villa Banfi - Ex Convento di San Francesco
La fondazione del convento di Vimercate si deve ai francescani del vicino monastero di Oreno nella seconda metà del XIII secolo. Gli edifici subirono poi nel tempo diverse trasformazioni ed ampliamenti, tra cui la dotazione, ad opera di Francesco Sforza durante il suo soggiorno vimercatese nel 1450, di una nuova cappella nella chiesa, dedicata a San Giovanni.
Soppresso dalla Repubblica Cisalpina nel 1798, il convento venne in seguito acquistato dalla famiglia Banfi (Giuseppe Banfi, Podestà di Vimercate), che ne è l'attuale proprietaria.
Qui, nel 1904 viene costituita da Enrico Banfi la Società Anonima per Azioni per la Distribuzione di Energia Elettrica ing. Banfi, per servire la zona di Monza e i territori a nord di Milano che nel 1911 entrò a far parte del Gruppo Edison.
Il complesso conventuale è articolato intorno al chiostro, ristrutturato nel XVI secolo e chiuso a sud dalla chiesa; vi sono collegati inoltre altri edifici ad uso residenziale e una interessante corte rustica, con muro di cinta e portale verso la strada che risalgono al XII-XIII secolo.
La chiesa, a navata unica con tre altari, edificata alla fine del XIII secolo, vide un primo intervento di ristrutturazione a metà del XV secolo. L'edificio venne quindi allungato alla fine del Seicento e dotato di una nuova facciata di mattoni a vista nel Settecento.
Nel convento rimangono interessanti dipinti. Un affresco, ancora bizantineggiante, del quarto decennio del XIV secolo, rappresentante la Madonna della Misericordia, mentre sulle pareti del campanile della ex chiesa sono presenti parti superstiti di un ciclo trecentesco di vasto respiro, illustrante scene della vita di Cristo e immagini di devozione.
L'affresco della Crocefissione e Santi del 1354 è l'unico presente nel convento di San Francesco di cui si conosca la datazione precisa. Si presenta ora diviso in due parti: a destra la Crocefissione, con al centro il crocifisso e ai lati la Vergine e San Giovanni Evangelista; sulla parte sinistra sono invece raffigurati due santi: San Giovanni dei Pellegrini e Santa Francesca Romana. Le due scene sono separate da una sottile colonna tortile policroma. L'opera, una bella composizione caratterizzata da disegno fermo e sapiente uso del colore, è una prova della diffusione dell'arte giottesca in tutta la Lombardia nella prima metà del Trecento.
Da poco il Convento è aperto per eventi e visite private.

### Altri monumenti
- Chiesetta di Sant'Antonio

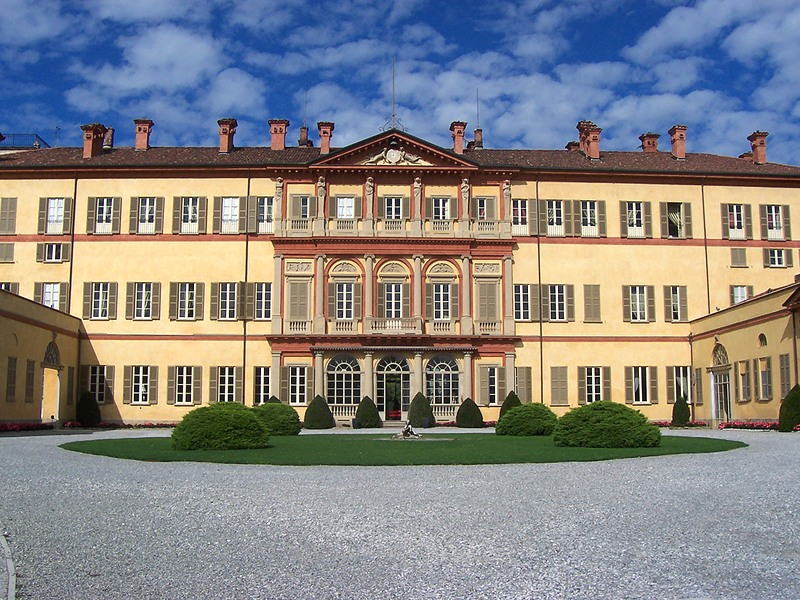
Villa Gallarati Scotti, Oreno - Opera di Simone Cantoni (1790)

- Villa Gallarati Scotti nella frazione di Oreno, ristrutturata in stile neoclassico da Simone Cantoni.
- Casino di caccia Borromeo, a Oreno.
- Chiesetta rurale di Santa Maria Assunta, a Ruginello.
- La Morte di Ruginello (in milanese la Mòrt de Rusnell): due sculture, rappresentanti due interi scheletri, poste ai lati della strada che conduce all'ingresso del cimitero della medesima località.

### Altri luoghi di interesse
- Vecchio ospedale civile

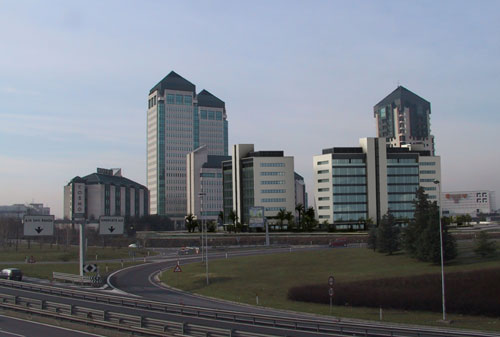
Il complesso Torri Bianche di Vimercate

- Nuovo ospedale, progettato in collaborazione con l'architetto Mario Botta e completato nel 2010[17].
- Piazza Marconi. Da sempre centro nevralgico della viabilità cittadina, fino agli anni '70 capolinea della linea tranviaria Milano-Vimercate, oggi è una rinnovata e frequentatissima piazza, centro della vita notturna cittadina, e sede di una galleria commerciale inaugurata nel 2001[18], anch'essa su progetto di Mario Botta, e di una stazione di autobus al centro di una fitta rete di trasporto pubblico che collega la cittadina con la metropolitana milanese, con Monza, con varie stazioni ferroviarie e con i paesi limitrofi.
- Quartiere Torri Bianche, quartiere direzionale e commerciale che sorge in una posizione strategica rispetto alle grandi arterie di comunicazione, collegato direttamente a Milano dalla Tangenziale Est - Vimercate Sud (preesistente alla costruzione del centro). Costruito negli anni '90 e successivamente più volte ampliato, si compone di 3 grattacieli di 95 metri (due a destinazione direzionale e uno residenziale) e un cinema multisala con annesso centro commerciale, più vari altri edifici minori sempre a carattere commerciale/direzionale.

## Società

### Evoluzione demografica
- 1 750 nel 1721
- 1 984 nel 1771
- 2 275 nel 1805
- 2 699 dopo annessione di Ruginello nel 1811
- 3 600 nel 1853
- 3 904 nel 1859

Abitanti censiti

### Etnie e minoranze straniere
Gli stranieri residenti nel comune sono 2 457. Di seguito sono riportati i gruppi più consistenti:
1. Romania, 431
2. Albania, 340
3. Marocco, 278
4. Ecuador, 212
5. Ucraina, 150
6. Perù, 140
7. Sri Lanka, 104
8. Egitto, 70
9. Filippine, 56
10. Senegal, 52

### Lingue e dialetti
Oltre alla lingua italiana, a Vimercate è utilizzato il dialetto brianzolo, una variante della lingua lombarda.
Come tutti i dialetti lombardi occidentali, anche il brianzolo è sostanzialmente una lingua romanza derivata dal latino.

## Cultura

### Istruzione

#### Biblioteche

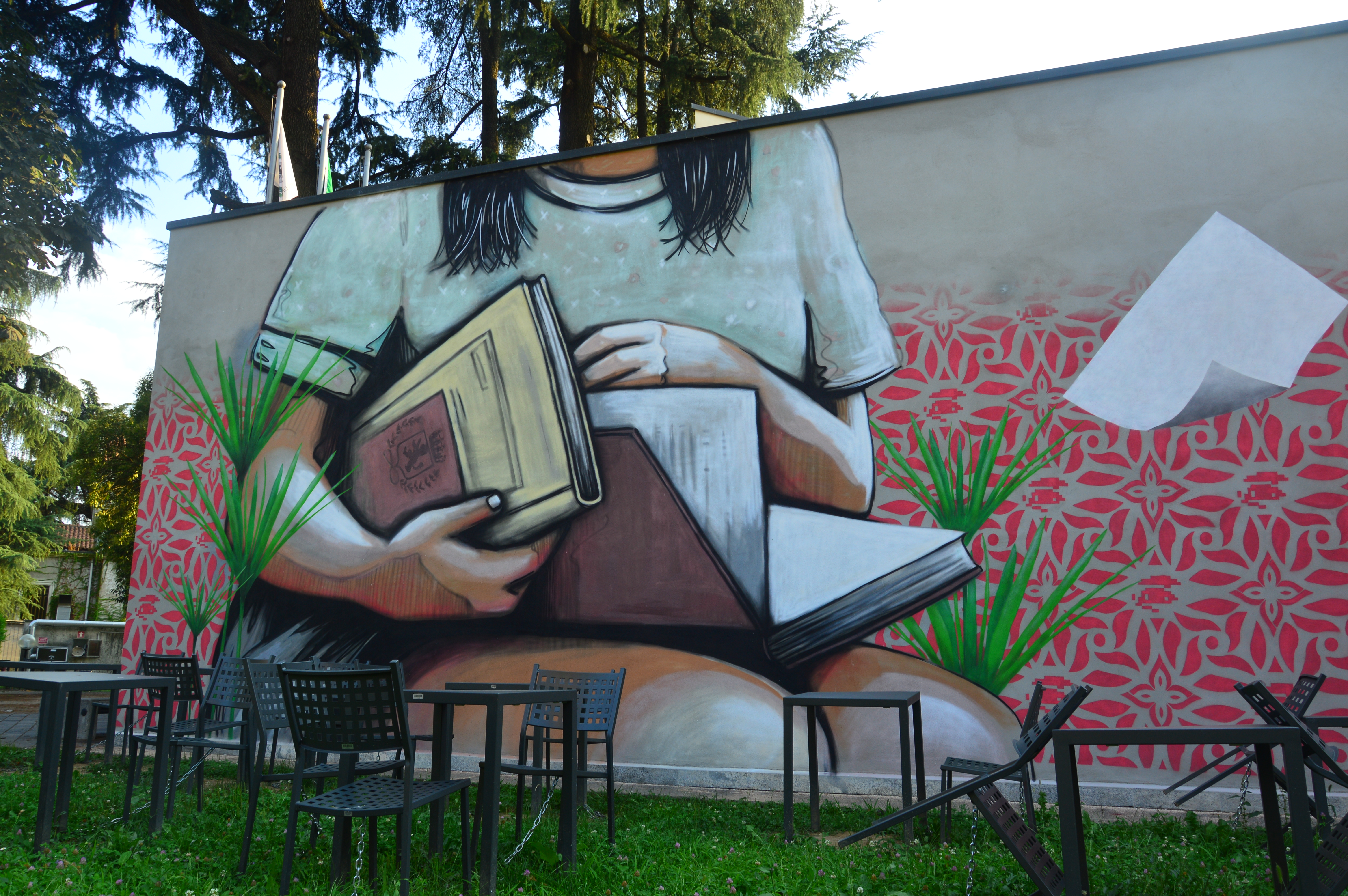
La Biblioteca Civica di Vimercate, con il murale realizzato da Alice Pasquini

- Biblioteca civica, parte della rete CUBI, per un bacino d'utenza complessivo di circa 190.000 abitanti. Dispone di un vasto settore multimediale.

#### Scuole
- Centro Scolastico Omnicomprensivo, in cui hanno sede diverse scuole secondarie di secondo grado.

#### Musei
- MUST - Museo del territorio vimercatese, insediato nella Villa Sottocasa, presenta in modo interattivo documenti e reperti relativi al territorio del Vimercatese, collocato tra Monza e Trezzo sull'Adda.

### Media

#### Stampa
Vimercate è servita dalle seguenti testate giornalistiche:
- Giornale di Vimercate
- Il Cittadino di Monza e Brianza
- Il Giorno, edizione Monza Brianza

### Cinema
A Vimercate è stato girato il film Natale a casa Deejay (2004) e anche alcune scene de La cura del gorilla (2006). Inoltre nella frazione di Oreno, in particolare presso la Villa Gallarati Scotti e la Corte Rustica Borromeo, venne girata la serie TV Cascina Vianello (1996).

### Eventi
- Sagra di Sant'Antonio, si svolge nel mese di gennaio e ha il suo culmine il 17 con il tradizionale falò, nel letto del torrente Molgora.
- Fiera di Santo Stefano, patrono della città, il 3 agosto.
- Sagra della patata, a metà settembre nella frazione di Oreno. Vi si svolge un corteo storico e una partita a dama con personaggi in costumi duecenteschi.[24]

## Economia

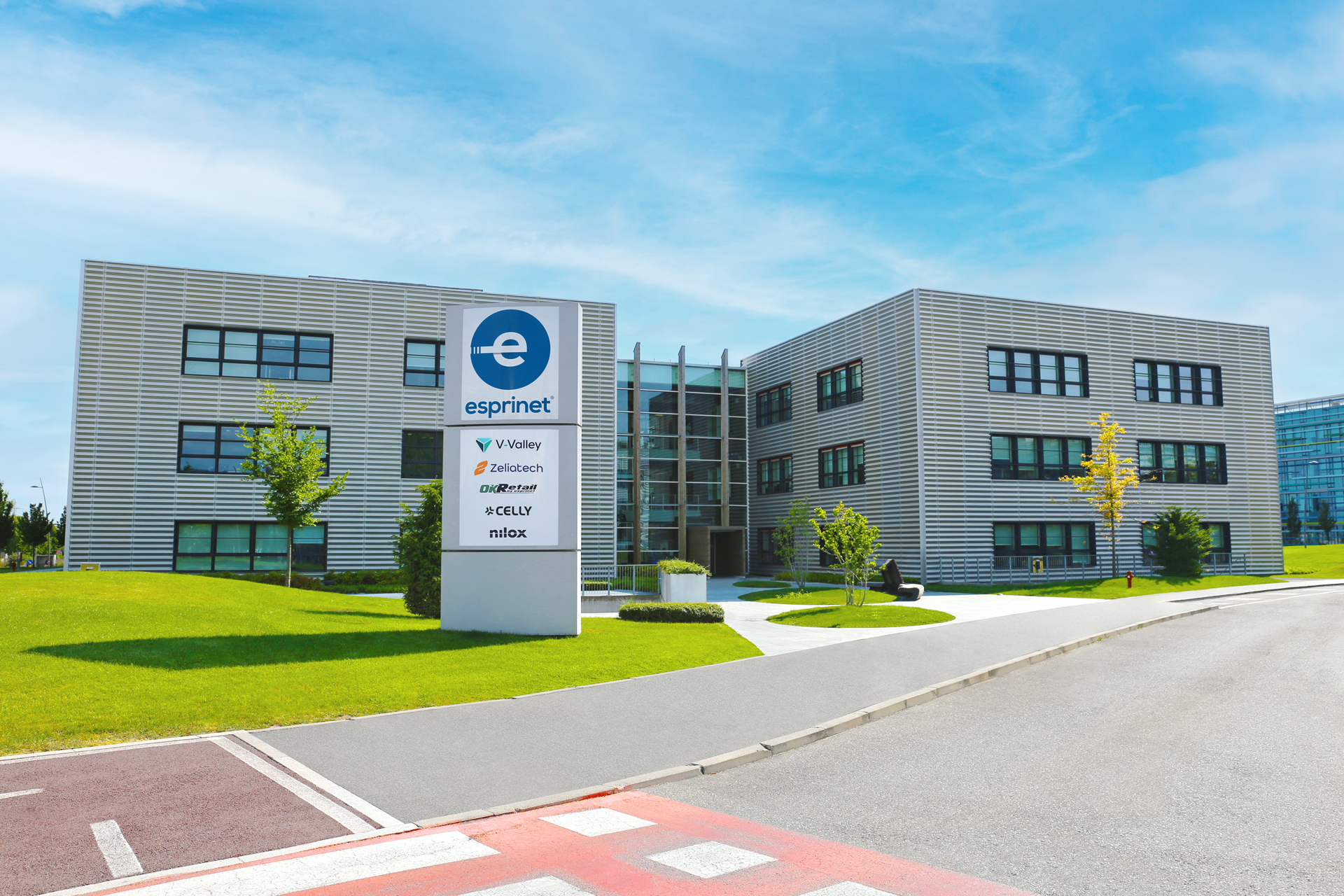
La sede di Esprinet presso lEnergy Park di Vimercate

Settore tradizionalmente forte è il tessile, in particolare per quanto riguarda la produzione di lino.
Nel corso degli anni '60, avvenne la trasformazione sociale, urbanistica e culturale di Vimercate, con l'insediamento nel 1965 di Telettra, un'azienda produttrice di apparecchiature per le telecomunicazioni, seguita l'anno dopo dal colosso dell'informatica IBM. 
La presenza di questi insediamenti produttivi ebbe un impatto decisivo sul tessuto sociale ed economico, comportando grandi cambiamenti.
In tempi più recenti la zona compresa tra Agrate Brianza e Vimercate ha visto la presenza di aziende all'avanguardia nell'automazione e nella produzione di componenti per computer; questa zona vede attualmente l'espansione dell'economia verde coniugata all'alta tecnologia. A pochi passi dal quartiere Torri Bianche, infatti, sorge l'Energy Park, un’area produttiva all’avanguardia con edifici ad altissima efficienza energetica, dove oggi trovano sede aziende come Nokia (che nel 2015 ha acquisito Alcatel-Lucent, erede di Telettra) e una serie di altre aziende internazionali specializzate nell’e-commerce e nell’high-tech come DNV, SAP, Nobel Biocare e Stanley Black & Decker.

## Infrastrutture e trasporti

### Strade
- Autostrada A51 (San Donato Milanese - Usmate Velate) - Uscite di Vimercate Sud, Centro e Nord.

### Mobilità urbana
Vimercate è servita da numerose linee di autobus, che dall'autostazione di piazza Marconi la collegano alle stazioni ferroviarie di Monza, Arcore, Carnate-Usmate, Villasanta Parco, e alla linea 2 della metropolitana milanese (presso i capolinea di Cologno Monzese e Gessate, e a Gorgonzola sulla diramazione per Gessate).
In passato la città era inoltre raggiunta dalle tranvie Milano-Vimercate, di cui costituiva capolinea, e Monza-Trezzo-Bergamo.

## Amministrazione
| Periodo   | Periodo   | Primo cittadino               | Partito                    | Carica            | Note |
| --------- | --------- | ----------------------------- | -------------------------- | ----------------- | ---- |
| 1860      |           | Giovanni Careno               |                            | Sindaco           |      |
| 1860      | 1865      |                               |                            | Assessore anziano |      |
| 1866      | 1868      | Antonio Gargantini            |                            | Sindaco           |      |
| 1869      | 1873      | Pietro Carmine                |                            | Sindaco           |      |
| 1874      | 1883      |                               |                            | Assessore anziano |      |
| 1884      | 1887      | Luigi Ponti                   |                            | Sindaco           |      |
| 1888      | 1895      | Luigi Casanova                |                            | Sindaco           |      |
| 1896      | 1897      |                               |                            | Assessore anziano |      |
| 1898      | 1899      | Luigi Casanova                |                            | Sindaco           |      |
| 1900      | 1909      | Francesco Colombo             |                            | Sindaco           |      |
| 1910      | 1914      | Carlo Tolla                   |                            | Sindaco           |      |
| 1914      | 1920      | Enrico Banfi                  |                            | Sindaco           |      |
| nov. 1920 | apr. 1922 | Stefano Assi                  |                            | Sindaco           |      |
| giu. 1922 | ott. 1922 | Giuseppe Origgi               |                            | Sindaco           |      |
| ago. 1922 | feb. 1923 | Augusto Zuliani               |                            | Comm. prefettizio |      |
| 1923      | 1927      | Enrico Bollani                |                            | Sindaco           |      |
| 1928      | 1929      | Enrico Bollani                |                            | Podestà           |      |
| giu. 1929 | mar. 1930 | Domenico Pellegrini           |                            | Comm. prefettizio |      |
| 1930      | 1935      | Enrico Bollani                |                            | Podestà           |      |
| 1935      | 1938      | Gian Giacomo Gallarati Scotti |                            | Podestà           |      |
| giu. 1938 | feb. 1939 | Rodolfo D’Addario             |                            | Comm. prefettizio |      |
| 1939      | 1943      | Virginio Pogliani             |                            | Podestà           |      |
| mag. 1943 | ago. 1943 | Mario Cazzani Lovati          |                            | Comm. prefettizio |      |
| set. 1943 | giu. 1944 | Luigi Bottazzi                |                            | Comm. prefettizio |      |
| giu. 1944 | gen. 1945 | Enrico Bollani                |                            | Comm. prefettizio |      |
| gen. 1945 | apr. 1945 | Francesco Cattaneo            |                            | Comm. prefettizio |      |
| 1945      | 1951      | Felice Sirtori                | Democrazia Cristiana       | Sindaco           |      |
| 1952      | 1964      | Attilio Cremagnani            | Democrazia Cristiana       | Sindaco           |      |
| 1964      | 1975      | Ezio Riva                     | Democrazia Cristiana       | Sindaco           |      |
| 1975      | 1977      | Ottorino Pirovano             | Partito Comunista Italiano | Sindaco           |      |
| 1977      | 1993      | Enrico Villa                  | Democrazia Cristiana       | Sindaco           |      |
| feb. 1993 | nov. 1993 | Maria Villa                   |                            | Comm. prefettizio |      |
| 1993      | 1997      | Andrea Flumiani               | Lega Nord                  | Sindaco           |      |
| mar. 1997 | nov. 1997 | Francesca Iacontini           |                            | Comm. prefettizio |      |
| 1997      | 2006      | Enrico Brambilla              | Democratici di Sinistra    | Sindaco           |      |
| feb. 2006 | mag. 2006 | Ennio Mario Sodano            |                            | Comm. prefettizio |      |
| 2006      | 2016      | Paolo Brambilla               | Partito Democratico        | Sindaco           |      |
| 2016      | 2021      | Francesco Sartini             | Movimento 5 Stelle         | Sindaco           |      |
| 2021      | in carica | Francesco Cereda              | Partito Democratico        | Sindaco           |      |

### Altre informazioni amministrative
Da maggio 2014 Vimercate è entrata a far parte ufficialmente di un'unione di comuni (denominata Unione dei comuni dei Tre Parchi), insieme a Carnate, Burago di Molgora e Ornago. Come primo presidente dell'unione è stato eletto Paolo Brambilla, sindaco di Vimercate. Vimercate ha lasciato l’Unione il 31 dicembre 2017.

## Sport
A Vimercate è presente la polisportiva Di.Po. Vimercate, la cui sezione pallavolistica maschile ha militato in Serie A negli anni ottanta. 
Inoltre è presente l'AC Leon Monza e Brianza, società calcistica la cui prima squadra milita nel campionato di Eccellenza.

## Galleria d'immagini

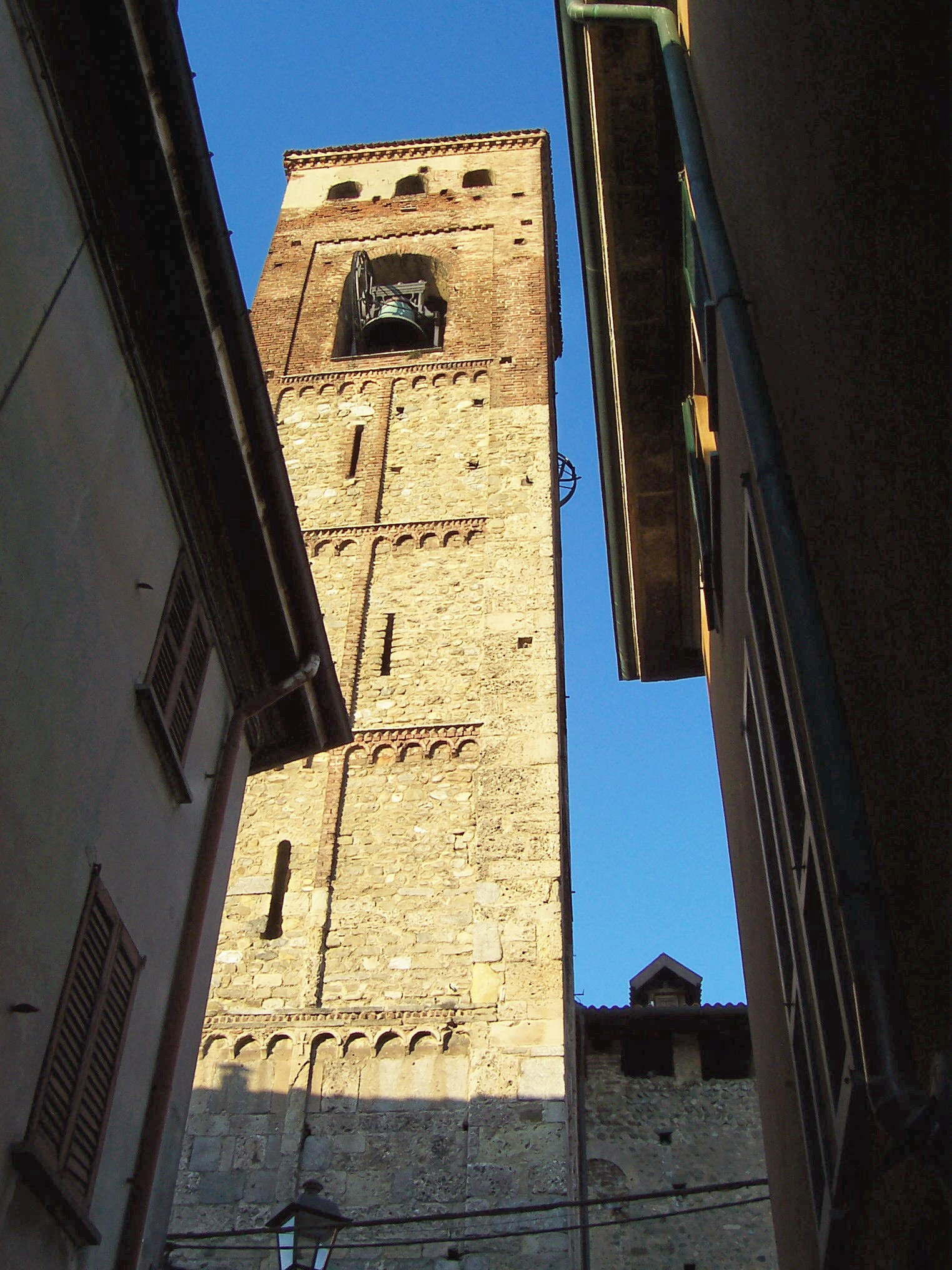
Il campanile della collegiata di Santo Stefano
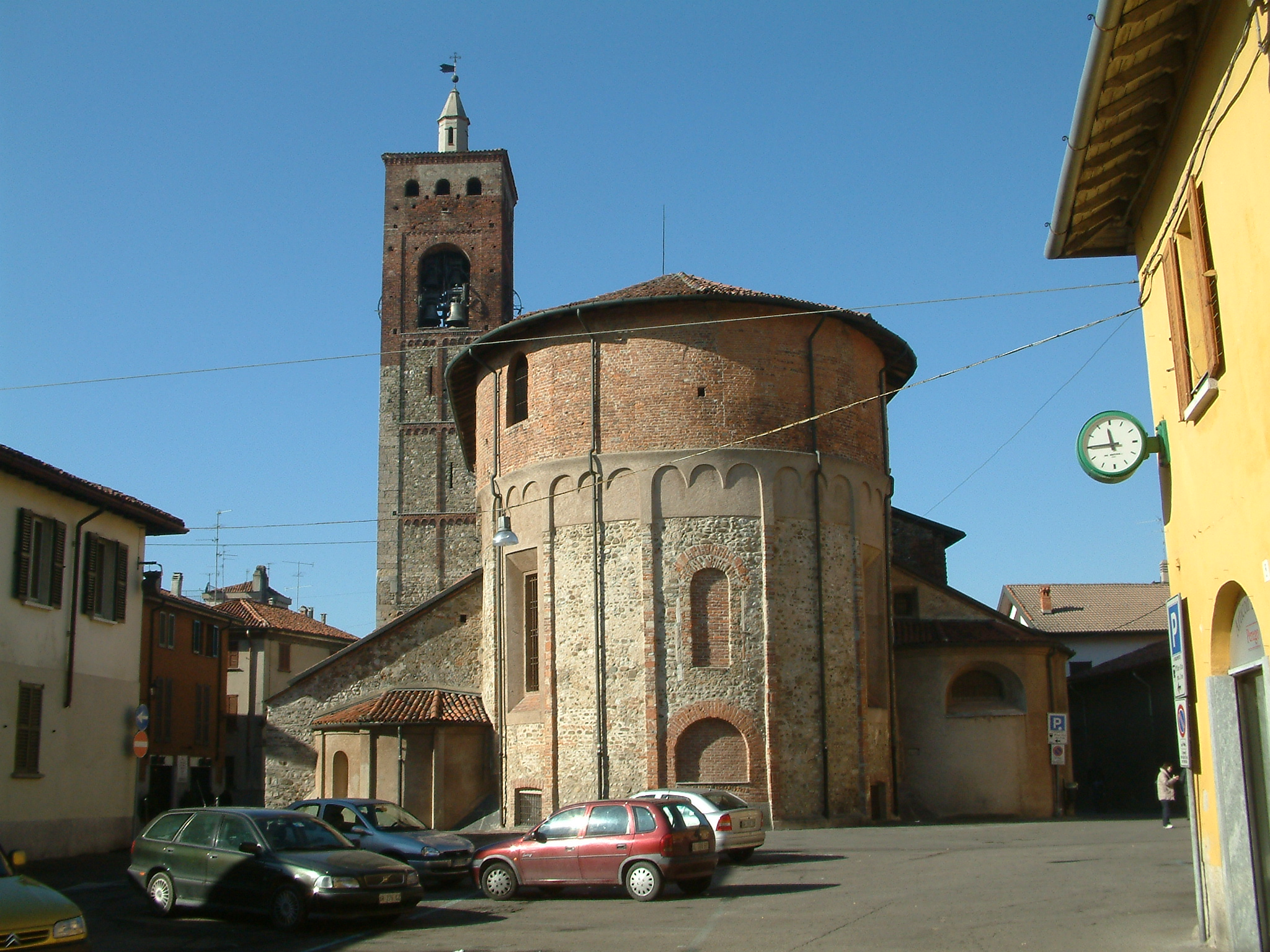
La collegiata da Piazza Castellana
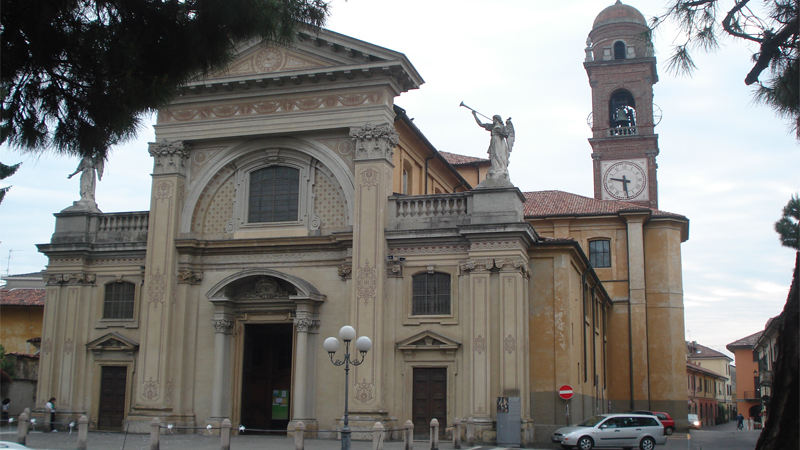
Il Santuario della Madonna del Rosario
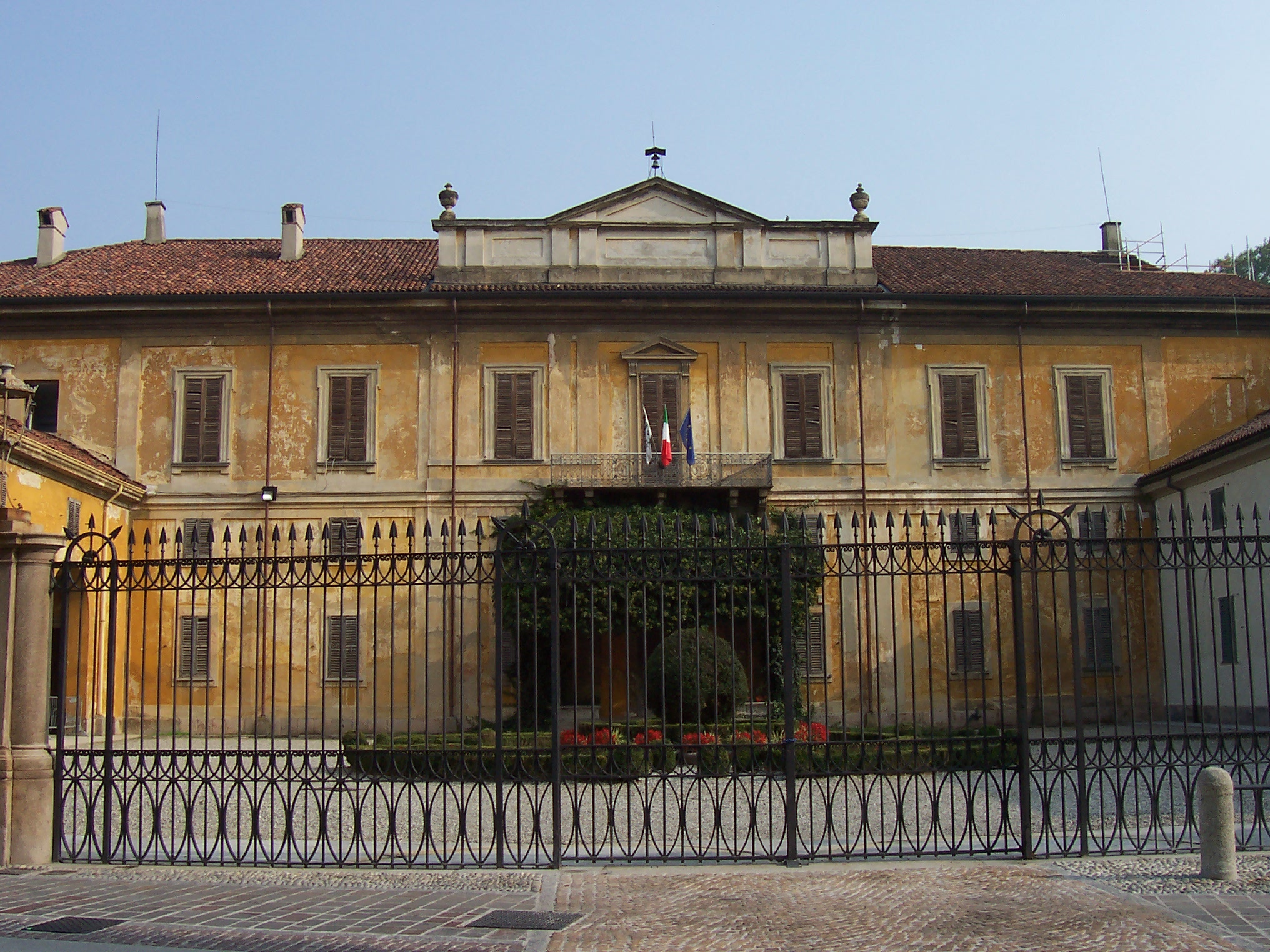
Villa Sottocasa (sec. XVIII-XIX)
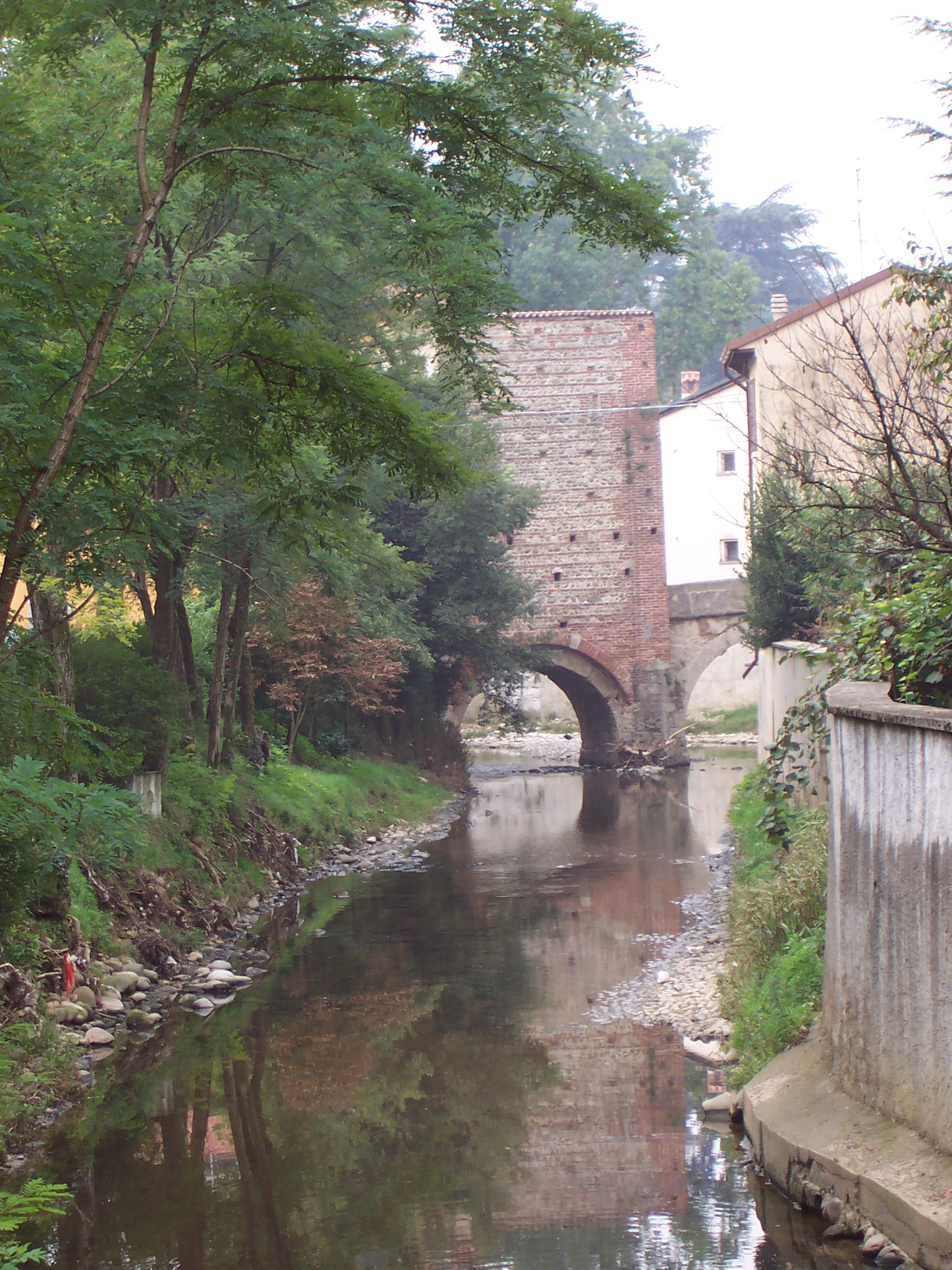
Il torrente Molgora a Vimercate
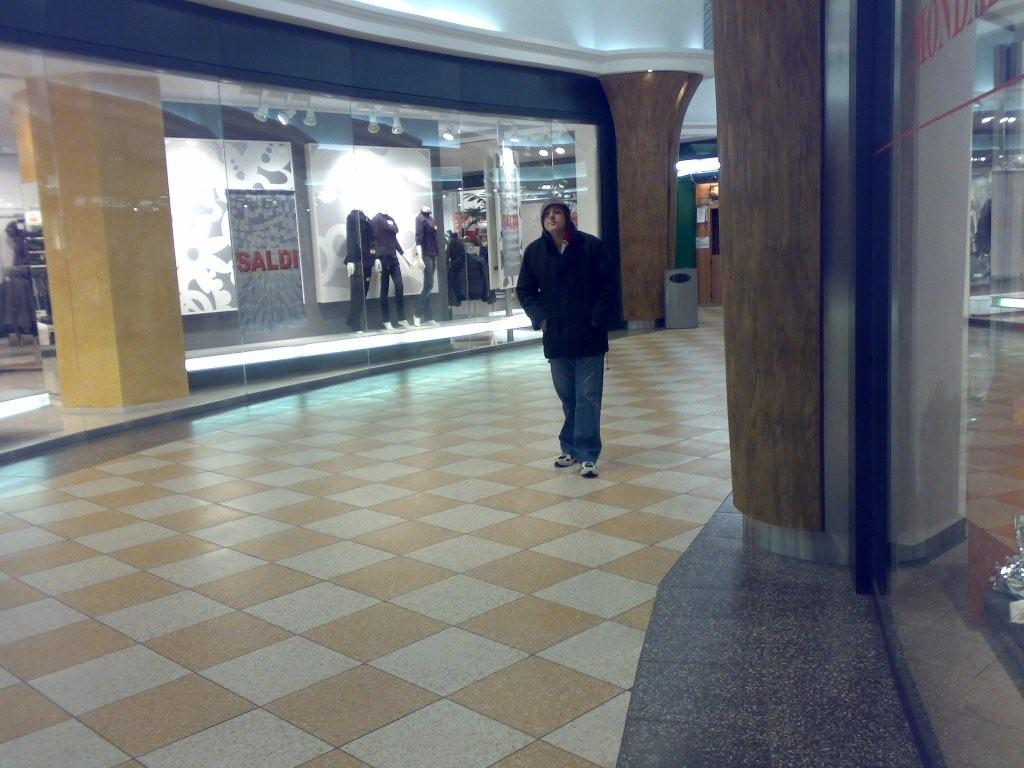
Centro commerciale 'TorriBianche'